# Neopithecia
Neopithecia là một chi bướm đêm thuộc họ Geometridae.